# Amalies jul
Amalies jul är en norsk julkalender för barn producerad av NRK 1995. Serien sändes 1995 och i repris 1997 och 2000.
Serien består av 24 avsnitt och följer Amalie Serina Wang, spelat av Anne Marie Ottersen, i hennes julförberedelser i ett gammalt hus med rödtomtar. Serien är föregångaren till Jul på Månetoppen där rödtomtarna möter blåtomtarna. Manuset skrevs av Gudny Hagen och regisserades av Torunn Calmeyer Ringen. Musiken till sångerna i serien skrevs av Philip A. Kruse.
Serien spelades in på Madserud Gård mellan Skøyen och Frogner i Oslo.
Serien blev även känd för Tomtemors genomgående fras «sånn er det med den saken». Repliken uttalades även några gångar av Tomtebarnet och Amalie.

## Rollista
| Roll                     | Skådespelare                      |
| ------------------------ | --------------------------------- |
| Tomtebarnet              | Pia Borgli                        |
| Tomtemor                 | Brit Elisabeth Haagensli          |
| Blom-Johan               | Jan Hårstad                       |
| Tomtefar                 | Harald Heide-Steen jr.            |
| Firaren                  | Lasse Lindtner                    |
| Amalie Serina Wang       | Anne Marie Ottersen               |
| Fröken Gran              | Henny Moan                        |
| Tomtekusin               | Frøydis Armand                    |
| Brandman                 | Henrik Scheele                    |
| Flyttefolk               | Mari Maurstad och Svein Tindberg  |
| Polistvillingar          | Svein och Egil Nyhus              |
| Husägare Agathe Frantzen | Rut Tellefsen                     |
| Tvättdamer               | Jorunn Kjellsby och Anne Krigvåld |